# Ланд, Тийт
Тийт Ланд (эст. Tiit Land; род. 25 сентября 1964, Тарту) — эстонский биохимик, ректор Таллинского технического университета.

## Биография
Окончил с отличием физико-химическое отделение Тартуского государственного университета (1989). Защитил докторскую степень (PhD) в области нейрохимии и нейротоксикологии (1994) в Стокгольмском университете, профессор (2007). Научный сотрудник Национального института здоровья США (1994—1999), научный сотрудник и преподаватель Института нейрохимии и токсикологии Стокгольмского университета (1999—2006), директор Института математики и естественных наук Таллинского университета (2007—2011).
Избран ректором Таллинского университета (14 февраля 2011 г.).

## Научная деятельность
Основные направления его исследований связаны с молекулярным механизмом обмена железа и воспалительных процессов и их ролью в процессах нейродегенерации, в том числе возникновении болезни Альцгеймера. Им опубликован ряд научных статей в международных предварительно рецензируемых журналах. Принимает активное участие в популяризации науки.